# Berliner Verlagspreis
Der Berliner Verlagspreis ist ein deutscher Verlagspreis, der 2018 erstmals vergeben wurde. Ziel des von den Berliner Senatsverwaltungen für Kultur und Europa sowie Wirtschaft, Energie und Betriebe ausgelobten Preises ist es, die Arbeit von Verlagen anzuerkennen, die „aus dem Mainstream (nicht nur) der Berliner Verlagslandschaft im besten Sinn des Wortes herausragen“ und die „als Initiatoren von ästhetischen, thematischen und herstellerischen Innovationen die Berliner Verlagslandschaft bereichern“. Es werden ausschließlich Verlage mit Firmensitz in Berlin ausgezeichnet.
Der Hauptpreis war bis 2023 mit 35.000 Euro dotiert; seit 2024 ist er mit 26.000 Euro dotiert. Außerdem werden zwei mit jeweils 15.000 Euro dotierte Förderpreise vergeben. Die auf der Shortlist benannten Verlage erhalten eine Anerkennung von jeweils 4.000 Euro (bis 2023: je 1.000 Euro, im ersten Jahr: noch keine Anerkennung). Für den Hauptpreis gilt eine Umsatzobergrenze von 2 Millionen Euro und für den Förderpreis eine Umsatzobergrenze von 500.000 Euro. Die Vergabe erfolgt durch eine Jury aufgrund einer Bewerbung der Verlage. 2019 gehörten der Jury an:
- Ruth Klinkenberg, Geschäftsführerin der Marga Schoeller Bücherstube
- Nadine Kreuzahler, Kulturredakteurin beim rbb
- Betina Müller, Professorin an der Fachhochschule Potsdam
- Caca Savic, freie Autorin
- Susanne Schüssler, Geschäftsführerin im Verlag Klaus Wagenbach
- Ute Schwens, stellvertretende Generaldirektorin der Deutschen Nationalbibliothek

## Preisträger
- 2024[3]: Großer Berliner Verlagspreis: Voland & Quist; Berliner Verlagspreise: Transit Buchverlag und Reprodukt
- 2023[4]: Großer Berliner Verlagspreis: Edition Tiamat; Berliner Verlagspreise: Interkontinental Verlag und Lukas Verlag
- 2022[5]: Großer Berliner Verlagspreis: avant-verlag; Berliner Verlagspreise: Ciconia Ciconia und Elfenbein Verlag
- 2021: Großer Berliner Verlagspreis: Secession Verlag für Literatur; Berliner Verlagspreise: Verlag Das Kulturelle Gedächtnis und Verlagshaus Jacoby & Stuart[6]
- 2020: Großer Berliner Verlagspreis: AvivA Verlag;[7] Berliner Verlagspreise: Edition Orient und Querverlag
- 2019: Hauptpreis (geteilt): Berenberg Verlag und Verbrecher Verlag; Förderpreise: edition.fotoTAPETA und KOOKbooks; Anerkennungspreise: speak low und SUKULTUR
- 2018: Hauptpreis: Verlag Klaus Wagenbach; Förderpreise: Reprodukt und Verlagshaus Berlin